# Garig-Gunak-Barlu-Nationalpark
Der Garig-Gunak-Barlu-Nationalpark (früher Gurig-Nationalpark) ist ein im Jahr 2000 gegründeter Nationalpark auf der Cobourg-Halbinsel in der australischen Verwaltungseinheit Northern Territory, 200 Kilometer nordöstlich von Darwin. Die Landfläche des Parks beträgt 2207 Quadratkilometer, die Gesamtfläche mit Teilen der Arafurasee 4500 Quadratkilometer. Der Park entstand aus dem Zusammenschluss des Gurig-Nationalparks mit dem Cobourg-Marine-Park. Die nächstgelegene Stadt ist Jabiru.
Der Park umfasst die gesamte Halbinsel und besteht aus Überschwemmungsgebieten, Sümpfen, Eukalyptuswäldern, Palmen, Mangroven und einem Korallenriff im vorgelagerten Cobourg-Marine-Park. Er befindet sich im Besitz der Aborigines und wird von der Parks and Wildlife Commission of the Northern Territory mitverwaltet.
Die historische Siedlung Port Essington lag im Gebiet des heutigen Nationalparks.